# Auchenipterichthys coracoideus
Auchenipterichthys coracoideus är en fiskart som först beskrevs av Eigenmann och Allen 1942.  Auchenipterichthys coracoideus ingår i släktet Auchenipterichthys och familjen Auchenipteridae. Inga underarter finns listade.